# Skuggväv
Skuggväv är en vävteknik som förutsätter att man arbetar med kontrastfulla färger i varp och inslag. Både varpen och inslaget sker med varannan tråd mörk och varannan ljus. Tekniken innehåller många variationer i solvning och trampning, men förutsätter vävstolar med många skaft, och följaktligen gärna kontramarsch för att bli enklare att trampa.
|  |  |